# Martin de la Mère de Dieu
Martin de la Mère de Dieu (1579-1656) est un carme déchaux espagnol, auteur d'ouvrages ascétiques, caractéristiques de la spiritualité déchaussée.

## Biographie
Martin de la Mère de Dieu est né en 1579, à Castejon de Monegros, dans la province de Huesca (Espagne). Entré dans l'ordre des carmes déchaussés, il a fait profession au couvent de Saragosse. Il a résidé un certain temps au désert (ermitage) du Cardon, et longtemps exercé la charge de maître des novices. Il a été successivement prieur des communautés de Tamarite, Calatayud, Cardon, Saragosse et Valence. Il a été nommé prieur provincial à deux reprises, ainsi que définiteur général, avant de décéder, le 13 janvier 1656. 

## Postérité
Basés sur la double expérience de l'érémitisme et de la formation des jeunes religieux, les ouvrages de Martin visent à l'éveil et à l'approfondissement de la vie intérieure. Ainsi, dans Arbitrio espiritual, il répond aux questions suivantes : où, en quoi et comment chercher Dieu ? Comme chez beaucoup de déchaux espagnols, marqués par l'influence de Nicolas Doria, cette quête spirituelle présente des traits ascétiques fortement accentués. Par exemple, dans Las tres assistentes, l'auteur expose les motifs pour lesquels la pauvreté, la douleur et le mépris doivent être estimés, ainsi que la manière de pratiquer ces valeurs en imitant le Christ. Dans ces conditions, toute la sagesse chrétienne consiste à savoir bien mourir : c'était le sujet du premier livre de Martin, plusieurs fois édité en Espagne, avant d'être traduit en latin par Thierry de Sainte-Thérèse (Gymnasium philosophiae christianae, hoc est praxis seu exercitium bene moriendi, Vienne, 1640; Cologne, 1641), puis en français dans les Pays-Bas espagnols (Pratique et exercice de bien mourir, Mons, 1646).

### Œuvres
- Práctica y exercicio de bien morir, Madrid, 1628.
- Arbitrio espiritual, Saragosse, 1649; Madrid, 1674.
- Estaciones del eremitaño de Cristo, Saragosse, 1651.
- Las tres assistentes de Jesús, Saragosse, 1654.
- Arpa crucifera templada la veneración de la imagen de Cristo crucifiado destrozada por les herejes, Saragosse, 1655.

### Études
- I. Rodriguez, « Martin de la Mère de Dieu », Dictionnaire de spiritualité ascétique et mystique, Paris, Beauchesne, t. X,‎ 1980, p. 686.